# Virginia Khunguni
 (mai 2023).
Virginia Khunguni est une militante des droits des femmes du Malawi. Elle est la fondatrice et directrice de Girls Arise for Change, une organisation qui vise à autonomiser les femmes afin de favoriser le changement social et culturel. L'organisation a mené des initiatives de lutte contre le travail des enfants, le mariage des enfants et l'exploitation sexuelle. Khunguni est récipiendaire du Queen's Young Leader Award pour son travail en Afrique.
Khunguni a obtenu un diplôme en communication de masse avec spécialisation en journalisme de l'Université Mahatma Gandhi.

## Biographie
Khunguni est née en Caroline du Nord, aux États-Unis. Quelques années plus tard, ils déménagent à Blantyre, au Malawi. Khunguni est orpheline et vit avec ses grands-parents.
En grandissant, Khunguni aspire à être productrice de musique. Khunguni se rend fréquemment dans des studios pour étudier la production musicale et l'ingénierie du son. Violée par un producteur, elle est menacée par ses grands-parents d'être mis à la porte si elle se retrouve impliquée dans d'autres agressions sexuelles. Sa grand-mère lui demande également de quitter l'industrie de la musique car elle est dominée par les hommes. En raison de la stigmatisation associée aux victimes de viol, Khunguni se tait. Elle démissionne alors et décide d'étudier le journalisme à la place.
En tant que journaliste, Khunguni a rencontré de nombreuses victimes d'abus sexuels et décide de créer une émission de radio Girls Arise pour aborder le problème des violences. Le programme laisse la parole à des victimes de violence sexiste et des experts dans le domaine des droits de l'homme et de la médecine sont invités à donner leurs conseils. Les membres de la communauté sont également appelés pour discuter des efforts déployés pour résoudre le problème et réduire la stigmatisation qui y est associée,.
L'émission de radio reçoit une bonne réponse de la part du public. Khunguni décide que le programme radio n'est pas suffisant pour mettre fin à la violence sexiste endémique. En 2013, elle fonde Girls Arise for Change qui vise à remettre en question à mettre fin aux pratiques culturelles qui vont à l'encontre de l'amélioration du statut des femmes au Malawi. L'organisation vise à promouvoir les droits des jeunes femmes à la santé et à l'éducation. Khunguni contacte les dirigeants communautaires de différents districts et établit une structure de soutien communautaire pour étendre l'initiative,,.
Girls Arise for Change secoure et offre un soutien aux filles qui ont échappé au mariage précoce et celles qui ont été contraintes au travail des enfants, voire à la prostitution. L'organisation fournit également une assistance médicale et psychologique aux victimes de viol. Khunguni a coopéré avec des organisations de santé pour établir des cliniques mobiles dans des zones reculées afin d'éduquer les jeunes et de fournir des services de santé reproductive,,,,.
Khunguni sait que la pauvreté est l'un des principaux contributeurs au mariage précoce et au travail des enfants. Beaucoup n'ont pas les moyens de faire des études supérieures et sont obligés d'accepter de telles circonstances. Par conséquent, Girls Arise for Change offre une formation professionnelle aux filles et s'associe à des enreprises au Nigeria, en Amérique et au Kenya pour s'assurer que les produits qu'elles créent seront vendus et qu'elles peuvent subvenir à leurs besoins. Ils forment des filles aux énergies renouvelables, aux arts culinaires, à la vidéographie et au design de mode ; Girls Arise for Change a aidé plus de 3 500 jeunes femmes,,.